# Orlando Piedade
Orlando da Glória Silva Piedade (São Tomé, Água Grande, 3 de junho de 1974) é um escritor santomense. Destacou-se com o livro Os Meninos Judeus Desterrados, que venceu, em 2015, o Prémio Literário Francisco José Tenreiro, o maior prémio literário de São Tomé e Príncipe.
Além de sua atividade literária, Orlando Piedade é Mestre em Engenharia Informática pelo Instituto Universitário de Lisboa e Licenciado em Informática de Gestão pela Universidade Lusófona de Humanidades e Tecnologias.
Desde 2020, compõe o júri internacional do Prémio Internacional Pena de Ouro.

## Obras
- O Amor Proibido (2011);
- Os Meninos Judeus Desterrados (2014);
- Escravos e Homens Livres (2018).